# Phyllagathis rufa
Phyllagathis rufa är en tvåhjärtbladig växtart som först beskrevs av Otto Stapf, och fick sitt nu gällande namn av Nicoletta Cellinese. Phyllagathis rufa ingår i släktet Phyllagathis och familjen Melastomataceae. Inga underarter finns listade i Catalogue of Life.